# Villadose
Villadose là một đô thị ở tỉnh Rovigo ở vùng Veneto của Ý, có khoảng cách khoảng 50 km về phía tây nam của Venezia và khoảng 8 km về phía đông của Rovigo. Tại thời điểm ngày 31 tháng 12 năm 2004, đô thị này có dân số 5.303 người và diện tích là 32,5 km².
Đô thị Villadose có các località (làng) Cambio, Canale di Villadose, và Ca'Tron.
Villadose giáp các đô thị: Adria, Ceregnano, Rovigo, San Martino di Venezze.